# Taozhuang (köpinghuvudort i Kina, Jiangsu Sheng, lat 32,87, long 120,14)
Taozhuang är en köpinghuvudort i Kina. Den ligger i provinsen Jiangsu, i den östra delen av landet, omkring 150 kilometer nordost om provinshuvudstaden Nanjing. Antalet invånare är 31 130. Befolkningen består av 15 248 kvinnor och 15 882 män. Barn under 15 år utgör 13,0 %, vuxna 15-64 år 68 %, och äldre över 65 år 18,0 %.
Runt Taozhuang är det tätbefolkat, med 591 invånare per kvadratkilometer. Närmaste större samhälle är Dongtai, 16,0 km öster om Taozhuang. Trakten runt Taozhuang består till största delen av jordbruksmark.
Genomsnittlig årsnederbörd är 1 148 millimeter. Den regnigaste månaden är juli, med i genomsnitt 241 mm nederbörd, och den torraste är januari, med 30 mm nederbörd.